# Headshot (film, 2016)
Pour plus de détails, voir Fiche technique et Distribution.
Headshot est un film d'action et d'arts martiaux indonésien réalisé par Kimo Stamboel et Timo Tjahjanto et sorti en 2016. 

## Synopsis
Le mafieux Lee (Sunny Pang) s'échappe de la prison durant une fusillade qui laisse des dizaines de prisonniers et des gardiens morts.
Deux mois plus tard, un homme comique d'identité inconnue (Iko Uwais) est soigné par le Dr Ailin (Chelsea Islan) dans un hôpital rural d'une petite île. Il se réveille, mais sans un souvenir clair de la blessure ou même de son nom. Il adopte le nom Ishamel de Moby Dick, qu'Ailin lit. Il apprend qu'il a été trouvé sur la plage par un homme nommé Romli (Yayu Unru).
Pendant ce temps, Lee et ses sbires Rika (Julie Estelle) et Besi (Very Tri Yulisman) éliminent violemment une bande rivale. L'un des survivants de la bande lui dit Lee à propos d'Ishmael, et Lee envoie l'homme à l'enquête. Ismaël et le voyou ont une brève altercation après que l'homme menace Ailin. Ailin voyage vers le continent pour chercher de meilleurs soins pour Ismaël, mais son bus est arrêté par les hommes de Lee, qui cherchent Ishmael (qu'ils appellent Abdi). Ils tuent tous les passagers, sauf Ailin et une jeune fille qu'ils enlèvent.
Appelés par Ailin, Ishmael et Romli se pressent sur les lieux de l'attaque du bus. Ismael tue quelques-uns des voyous de Lee qui restent sur les lieux, mais Romli est tué. Un agent d'Interpol dit à Ishmael que des enfants sont kidnappés par le syndicat de Lee et élevés pour être des contrebandiers et des responsables criminels dévoués, qu'Ishmael était l'un de ces enfants. L'agent est tué quand un groupe de tueurs de Lee attaque le poste de police dans une tentative de tuer Ishmael / Abdi. Ishmael tue les assaillants et s'échappe.
Ishmael doit alors se mettre en guerre avec le syndicat pour sauver Ailin.

## Fiche technique
- Titre original : Headshot
- Titre français : Headshot
- Titre québécois :
- Réalisation : Kimo Stamboel
Timo Tjahjanto
- Scénario : Timo Tjahjanto
- Direction artistique :
- Décors :
- Costumes :
- Photographie : Matt Flannery et Dimas Imam Subhono
- Son :
- Montage :
- Musique : Aria Prayogi et Fajar Yuskemal
- Chorégraphie :
- Production :
- Société(s) de production :
- Société(s) de distribution :
- Budget :
- Pays d’origine : Indonésie
- Langue : indonésien
- Format : couleur
- Genre : Action
- Durée : 118 minutes
- Dates de sortie :
  - Canada : 9 septembre 2016
  - Indonésie : 8 décembre 2016
- Classification  : États-Unis :  R

France : Interdit aux moins de 16 ans

## Distribution
- Iko Uwais :Ishmael / Abdi
- Chelsea Islan : Ailin
- Sunny Pang : Lee
- Julie Estelle : Rika
- David Hendrawan : Tejo
- Zack Lee : Tano
- Very Tri Yulisman : Besi
- Bront Palarae : agent d'Interpol
- Yayu Unru : Romli
- Ario Bayu : capitaine de la police de Jakarta